# Adrián Alonso
Adrián Alonso (Cidade do México, 6 de Abril de 1994) é um ator mexicano, conhecido pelos papéis de Joaquin de la Vega, no filme The Legend of Zorro filme com Antonio Banderas e Carlitos em La misma Luna.

## Biografia
Em 2003, ele conseguiu seu primeiro papel em um filme chamado Voces Inocentes. Em seguida, começou a trabalhar em uma telenovela chamada Pablo y Andrea.
No início de 2004, desempenhou o papel de Joaquin de la Vega no filme The Legend of Zorro, estrelado por Antonio Banderas e Catherine Zeta-Jones. Este filme foi o seu primeiro grande projeto, e também foi um desafio, porque ele foi gravado em Inglês, por isso precisava de um professor durante esse tempo. A partir dai foi adquirindo papéis diferentes para obter o papel principal em um filme chamado La misma luna, que foi apresentado na Sundance Film Festival em 2007. Ele também teve uma pequena participação em Casi Divas de Issa Lopez, lançado em 2008.

## Carreira
- 2016 - Yago (telenovela) ... Bruno Guerrero
- 2014 - Como dice el dicho ... Richard José
- 2013 - Sr. Ávila ... Emiliano Ávila
- 2012 - Un mundo para Raúl ... Hernan
- 2012 - Cristiada ... Lalo
- 2011 - Más alla del muro ... Desconhecido
- 2011 - La Leyenda del Tesoro ... Erick
- 2011 - El sexo débil ... Víctor Camacho
- 2011 - El último aliento ... Nio Alberca
- 2009 - El muro de al lado ... Eleuterio
- 2009 - Cómo no te voy a querer ... Alejandro Correa
- 2009 - Los Simuladores ... Pablo
- 2008 - Tiempo de partir ... Desconhecido
- 2008 - Casi divas ... Patricks
- 2007 - La misma luna ... Carlitos
- 2007 - 2009 - La rosa de Guadalupe ...  vários papeis
- 2007 - La familia P. Luche ... Diego
- 2007 - One Long Night ... Richard (jovem)
- 2006 - Mujer, casos de la vida rea ...  vários papeis
- 2006 - I love Miami ... Tony
- 2005 - The Legend of Zorro ... Joaquin de La Vega
- 2005 - Pablo y Andrea ... Martín Ibáñez
- 2004 - Al otro lado ... Prisciliano
- 2004 - Voces Inocentes ... Chelo
- 2003 - El alma herida ... Daniel (jovem)
- 1997 - El secreto de Alejandra... Henrique